# Saint Andrew's Cathedral, Singapore
Saint Andrew's Cathedral (kinesiska: 圣安德烈座堂; pinyin: Shèng Āndéliè Zuòtáng) är en anglikansk katedral i Singapore, och landets största katedral. Den ligger nära City Hall i Downtown Core, inom Central Region i Singapores stadskärna. Den är domkyrka i Singapores anglikanska stift.

## Kyrkobyggnaden
Första kyrkan på platsen i nyklassisk stil färdigställdes 1837. Från början saknades tornspira och när en sådan sattes på plats saknades åskledare. Blixten slog ned i spiran 1845 och 1849. 1852 förklarades kyrkan vara förfallen och osäker.
Nuvarande kyrka i nygotisk stil började uppföras 1856. Första gudstjänsten hölls 1 oktober 1861. 25 januari 1862 ägde dess invigning rum. 1870 fick den status som domkyrka.
När japanerna invaderade Singapore 1942 hade kyrkan omvandlats till sjukhus för sårade. Under största delen av andra världskriget förblev katedralen öppen för gudstjänster.

## Inventarier
I koret finns ett högaltare med en altartavla som skildrar Jesu födelse. Vid sidorna finns bilder som föreställer apostlarna Petrus och Andreas.